# Onthophagus menieri
Onthophagus menieri là một loài bọ cánh cứng trong họ Bọ hung (Scarabaeidae).